# Libnotes (Libnotes) divaricata
Libnotes (Libnotes) divaricata is een tweevleugelige uit de familie steltmuggen (Limoniidae). De soort komt voor in het Palearctisch gebied.